# 브루나 쿠시
브루나 쿠시(Bruna Cusí, 1987년 ~ )는 스페인의 배우이다. 제32회 고야상 시상식에서 영화 《1993년의 여름》을 통해 여우신인상을 수상했다.